# I liga argentyńska w piłce nożnej (1947)
Mistrzem Argentyny w roku 1947 został klub River Plate, a wicemistrzem Argentyny klub Boca Juniors.
Do drugiej ligi spadł ostatni w tabeli klub Atlanta Buenos Aires. Na jego miejsce awansował z drugiej ligi klub Gimnasia y Esgrima La Plata.

## Primera División

### Kolejka 1
| Data             | Mecz |
| ---------------- | --- |
| 13 kwietnia 1947 | Atlanta Buenos Aires – Racing Club de Avellaneda 2:1 Juan Burgueño (2) - Waldino Aguirre mecz rozegrany został na stadionie klubu River Plate |
| 13 kwietnia 1947 | Boca Juniors – CA Vélez Sarsfield 3:2 Federico Geronis, José Josellato s, Eduardo Ricagni - Eduardo Heisecke, Isaac Scliar                    |
| 13 kwietnia 1947 | Estudiantes La Plata – Chacarita Juniors 1:0 Ricardo Infante                                                                                  |
| 13 kwietnia 1947 | Club Atlético Lanús – River Plate 1:5 Ezequiel Reynoso - Félix Loustau, José Ramos, Roberto Coll, Hugo Reyes, Néstor Rossi                    |
| 13 kwietnia 1947 | CA Platense – CA Banfield 1:1 Jorge Francini - Rafael Sanz                                                                                    |
| 13 kwietnia 1947 | Rosario Central – CA Huracán 2:4 César Castagno, Juan E. Hohberg - Norberto Méndez, Juan C. Salvini, Llamil Simes (2)                         |
| 13 kwietnia 1947 | San Lorenzo de Almagro – Newell’s Old Boys 1:1 Rinaldo Martino - Ernesto Ferreyra                                                             |
| 13 kwietnia 1947 | CA Tigre – Independiente 0:3 Vicente de la Mata, Juan A. Deleva, Mario Fernández mecz rozegrany został na stadionie klubu Ferro Carril Oeste  |

### Kolejka 2
| Data             | Mecz |
| ---------------- | --- |
| 20 kwietnia 1947 | CA Banfield – Boca Juniors 1:0 Techera |
| 20 kwietnia 1947 | CA Huracán – Atlanta Buenos Aires 4:0 Llamil Simes, Norberto Méndez (2), Juan C. Salvini mecz rozegrany został na stadionie klubu San Lorenzo de Almagro                  |
| 20 kwietnia 1947 | Independiente – Rosario Central 4:2 Mario Fernández, Vicente de la Mata (2), Camilo Cervino - Benjamín Santos, Juan E. Hohberg                                            |
| 20 kwietnia 1947 | Newell’s Old Boys – Chacarita Juniors 1:1 Rafael López - José J. Coll |
| 20 kwietnia 1947 | Racing Club de Avellaneda – Club Atlético Lanús 4:2 Octavio Caserio (2), Waldino Aguirre (2) - Ezequiel Reynoso (2) mecz rozegrany został na stadionie klubu Boca Juniors |
| 20 kwietnia 1947 | River Plate – CA Platense 5:1 Francisco Rodríguez (2), Alfredo Di Stéfano (2), Félix Loustau - Pedro Gallina                                                              |
| 20 kwietnia 1947 | CA Tigre – Estudiantes La Plata 2:4 Rafael Arcos, Antonio Gómez - Juan J. Negri, Ricardo Infante, Julio Gagliardo, Manuel Pelegrina                                       |
| 20 kwietnia 1947 | CA Vélez Sarsfield – San Lorenzo de Almagro 1:1 Juan J. Ferraro - René Pontoni                                                                                            |

### Kolejka 3
| Data             | Mecz |
| ---------------- | --- |
| 27 kwietnia 1947 | Atlanta Buenos Aires – Independiente 0:3 Mario Fernández, Vicente de la Mata, Camilo Cervino mecz rozegrany został na stadionie klubu River Plate |
| 27 kwietnia 1947 | Boca Juniors – River Plate 2:0 Mario Boyé, Eduardo Ricagni                                                                                        |
| 27 kwietnia 1947 | Chacarita Juniors – CA Vélez Sarsfield 1:3 José Barreiro - Eduardo Heisecke, Isaac Scliar, Juan J. Ferraro                                        |
| 27 kwietnia 1947 | Estudiantes La Plata – Newell’s Old Boys 4:0 Francisco Arbios, Ricardo Infante, Juan J. Negri, Julio Gagliardo                                    |
| 27 kwietnia 1947 | Club Atlético Lanús – CA Huracán 2:1 Héctor Semper, Oscar Contreras - Delfín Unzué                                                                |
| 27 kwietnia 1947 | CA Platense – Racing Club de Avellaneda 1:0 José A. Vázquez                                                                                       |
| 27 kwietnia 1947 | San Lorenzo de Almagro – CA Banfield 6:1 René Pontoni (3), Armando Farro (2), Teobaldo Guzmán s - Gustavo Albella                                 |
| 1 maja 1947      | Rosario Central – CA Tigre 3:1 Antonio Zamaro (3) - Antonio Núñez                                                                                 |

### Kolejka 4
| Data        | Mecz |
| ----------- | --- |
| 4 maja 1947 | CA Banfield – Chacarita Juniors 5:2 Eduardo Silvera, Gustavo Albella (2), Rafael Sanz, Techera - Marcos Busico (2)                                 |
| 4 maja 1947 | CA Huracán – CA Platense 0:1 Jacinto Villalba mecz rozegrany został na stadionie klubu San Lorenzo de Almagro                                      |
| 4 maja 1947 | Independiente – Club Atlético Lanús 2:1 Mario Fernández, Vicente de la Mata - Juan M. Romay                                                        |
| 4 maja 1947 | Racing Club de Avellaneda – Boca Juniors 1:2 Octavio Caserio - Eduardo Ricagni (2) mecz rozegrany został na stadionie klubu San Lorenzo de Almagro |
| 4 maja 1947 | River Plate – San Lorenzo de Almagro 2:2 Félix Loustau, Alfredo Di Stéfano - René Pontoni, Rinaldo Martino                                         |
| 4 maja 1947 | Rosario Central – Estudiantes La Plata 1:1 Benjamín Santos - Benjamín Santos                                                                       |
| 4 maja 1947 | CA Tigre – Atlanta Buenos Aires 2:2 Osvaldo Zanatta, Antonio Gómez - José Bedia, Carmelo Yorlano                                                   |
| 4 maja 1947 | CA Vélez Sarsfield – Newell’s Old Boys 2:0 Isaac Scliar k, Alfredo Bermúdez                                                                        |

### Kolejka 5
| Data         | Mecz |
| ------------ | --- |
| 18 maja 1947 | Atlanta Buenos Aires – Rosario Central 1:2 Carmelo Yorlano - Osvaldo Pérez (2)                                                      |
| 18 maja 1947 | Boca Juniors – CA Huracán 4:4 Mario Boyé, Gregorio Pin, Natalio Pescia, Eduardo Ricagni - Delfín Unzué (2), Juan C. Salvini (2, 1k) |
| 18 maja 1947 | Chacarita Juniors – River Plate 1:1 Humberto De Luca - Hugo Reyes                                                                   |
| 18 maja 1947 | Estudiantes La Plata – CA Vélez Sarsfield 3:1 Manuel Pelegrina (2), Francisco Arbios - Isaac Scliar                                 |
| 18 maja 1947 | Club Atlético Lanús – CA Tigre 1:1 Héctor Semper - Antonio Gómez                                                                    |
| 18 maja 1947 | Newell’s Old Boys – CA Banfield 1:2 Norberto Toledo - Rafael Sanz, Gustavo Albella                                                  |
| 18 maja 1947 | CA Platense – Independiente 1:2 Jacinto Villalba - Camilo Cervino, Mario Fernández                                                  |
| 18 maja 1947 | San Lorenzo de Almagro – Racing Club de Avellaneda 3:1 Antonio Farro, René Pontoni, Oscar Silva - Octavio Caserio                   |

### Kolejka 6
| Data         | Mecz |
| ------------ | --- |
| 25 maja 1947 | Atlanta Buenos Aires – Estudiantes La Plata 2:2 Eugenio Bassino (2) - Julio Gagliardo, Francisco Arbios                                                 |
| 25 maja 1947 | CA Banfield – CA Vélez Sarsfield 1:0 Domingo Scrugli s                                                                                                  |
| 25 maja 1947 | CA Huracán – San Lorenzo de Almagro 1:1 Pedro Gallina - Ángel Zubieta k mecz rozegrany został na stadionie klubu Vélez Sarsfield                        |
| 25 maja 1947 | Independiente – Boca Juniors 3:1 Juan A. Deleva (2), Reinaldo Mourín - Pío Corcuera                                                                     |
| 25 maja 1947 | Racing Club de Avellaneda – Chacarita Juniors 2:1 Roberto D’Alessandro, Ezra Sued - Juan González mecz rozegrany został na stadionie klubu Boca Juniors |
| 25 maja 1947 | River Plate – Newell’s Old Boys 4:1 José M. Moreno (2), José Arnaldo s, Alfredo Di Stéfano - José M. Medina                                             |
| 25 maja 1947 | Rosario Central – Club Atlético Lanús 2:2 Benjamín Santos k, Osvaldo Pérez - Luis Mariani (2)                                                           |
| 25 maja 1947 | CA Tigre – CA Platense 0:1 Jorge Francini |

### Kolejka 7
| Data           | Mecz |
| -------------- | --- |
| 1 czerwca 1947 | Boca Juniors – CA Tigre 3:0 Eduardo Ricagni, Federico Geronis, Jaime Sarlanga                                                                |
| 1 czerwca 1947 | Chacarita Juniors – CA Huracán 3:0 Marcos Busico, Enrique Pessarini, Humberto De Luca                                                        |
| 1 czerwca 1947 | Estudiantes La Plata – CA Banfield 8:1 Juan J. Negri (2), Ricardo Infante, Manuel Pelegrina (3), Francisco Arbios, Julio Gagliardo - Techera |
| 1 czerwca 1947 | Club Atlético Lanús – Atlanta Buenos Aires 3:3 Luis Mariani, Julio Marángelo, Ezequiel Reynoso - Julio Rosell (2), Eugenio Bassino           |
| 1 czerwca 1947 | Newell’s Old Boys – Racing Club de Avellaneda 1:1 Ramón Moyano - Miguel A. Di Pace                                                           |
| 1 czerwca 1947 | CA Platense – Rosario Central 3:2 Jacinto Villalba, Tomás Pedaci, Santiago Vernazza - José Valentini, Benjamín Santos k                      |
| 1 czerwca 1947 | San Lorenzo de Almagro – Independiente 0:0                                                                                                   |
| 1 czerwca 1947 | CA Vélez Sarsfield – River Plate 0:3 José M. Moreno, Alfredo Di Stéfano, Félix Loustau k                                                     |

### Kolejka 8
| Data           | Mecz |
| -------------- | --- |
| 8 czerwca 1947 | Atlanta Buenos Aires – CA Platense 1:1 Francisco Antuña - José Canteli |
| 8 czerwca 1947 | CA Huracán – Newell’s Old Boys 5:1 Pedro Gallina, Eusebio Videla, Julio Rosales, Norberto Méndez, Llamil Simes - Juan C. Carrera mecz rozegrany został na stadionie klubu San Lorenzo de Almagro |
| 8 czerwca 1947 | Independiente – Chacarita Juniors 2:1 Juan A. Deleva, Camilo Cervino - Enrique Pessarini |
| 8 czerwca 1947 | Club Atlético Lanús – Estudiantes La Plata 1:1 Héctor Barchielli - Ricardo Infante |
| 8 czerwca 1947 | Racing Club de Avellaneda – CA Vélez Sarsfield 2:2 Octavio Caserio, Waldino Aguirre k - Juan J. Ferraro, Osvaldo Bottini mecz rozegrany został na stadionie klubu Boca Juniors                   |
| 8 czerwca 1947 | River Plate – CA Banfield 3:0 José M. Moreno (2), Francisco Rodríguez |
| 8 czerwca 1947 | Rosario Central – Boca Juniors 2:3 César Castagno, Antonio Vilariño - Eduardo Ricagni, Norberto Ferrari, Gregorio Pin                                                                            |
| 8 czerwca 1947 | CA Tigre – San Lorenzo de Almagro 2:5 Francisco Rubio, Héctor Ingunza - Rinaldo Martino (2), René Pontoni (2), Armando Farro                                                                     |

### Kolejka 9
| Data            | Mecz |
| --------------- | --- |
| 15 czerwca 1947 | CA Banfield – Racing Club de Avellaneda 1:4 Rafael Sanz - Rubén Bravo, Ezra Sued, Saúl Ongaro, Miguel A. Di Pace                                  |
| 15 czerwca 1947 | Boca Juniors – Atlanta Buenos Aires 2:0 Gregorio Pin, Federico Geronis                                                                            |
| 15 czerwca 1947 | Chacarita Juniors – CA Tigre 4:2 Enrique Pessarini, José J. Coll, Francisco Campana, Marcos Busico - Antonio Gómez, Héctor Ingunza                |
| 15 czerwca 1947 | Estudiantes La Plata – River Plate 1:2 Manuel Pelegrina - José M. Moreno, Francisco Rodríguez mecz przerwany został w 89 minucie, wynik zachowano |
| 15 czerwca 1947 | Newell’s Old Boys – Independiente 1:2 Rafael López k - Camilo Cervino, Mario Fernández                                                            |
| 15 czerwca 1947 | CA Platense – Club Atlético Lanús 2:3 Tomás Pedaci, Santiago Vernazza - Luis Mariani, Julio Marángelo, Juan M. Romay                              |
| 15 czerwca 1947 | San Lorenzo de Almagro – Rosario Central 2:1 Oscar Silva, Ángel Zubieta k - Osvaldo Pérez                                                         |
| 15 czerwca 1947 | CA Vélez Sarsfield – CA Huracán 3:3 Eduardo Heisecke, Osvaldo Bottini, Eduardo Fernández - Pedro Gallina, Oscar Corzo, Norberto Méndez            |

### Kolejka 10
| Data            | Mecz |
| --------------- | --- |
| 22 czerwca 1947 | Atlanta Buenos Aires – San Lorenzo de Almagro 0:1 Rinaldo Martino mecz rozegrany został na stadionie klubu River Plate                   |
| 22 czerwca 1947 | CA Huracán – CA Banfield 1:0 Pedro Gallina mecz rozegrany został na stadionie klubu San Lorenzo de Almagro                               |
| 22 czerwca 1947 | Independiente – CA Vélez Sarsfield 0:0                                                                                                   |
| 22 czerwca 1947 | Club Atlético Lanús – Boca Juniors 1:3 Ezequiel Reynoso - Norberto Ferrari, Federico Geronis, Mario Boyé                                 |
| 22 czerwca 1947 | CA Platense – Estudiantes La Plata 1:5 Raimundo Sandoval - Ernesto Ferreyra (2), Ricardo Infante (2), Juan J. Negri                      |
| 22 czerwca 1947 | Racing Club de Avellaneda – River Plate 0:2 Hugo Reyes, Félix Loustau k mecz rozegrany został na stadionie klubu Boca Juniors            |
| 22 czerwca 1947 | Rosario Central – Chacarita Juniors 4:1 Osvaldo Pérez, Juan E. Hohberg (3) - Francisco Campana                                           |
| 22 czerwca 1947 | CA Tigre – Newell’s Old Boys 3:3 Pascual Giorgetti, Osvaldo Zanatta, Juan Eguiguren k - Ramón Moyano, Juan A. Benavídez, Norberto Toledo |

### Kolejka 11
| Data            | Mecz |
| --------------- | --- |
| 29 czerwca 1947 | CA Banfield – Independiente 0:3 Mario Fernández (2), Reinaldo Mourín                                                                        |
| 29 czerwca 1947 | Boca Juniors – CA Platense 1:1 Eduardo Ricagni - José Canteli                                                                               |
| 29 czerwca 1947 | Chacarita Juniors – Atlanta Buenos Aires 4:0 Humberto De Luca, Enrique Pessarini, Donato Araiz, Marcos Busico                               |
| 29 czerwca 1947 | Estudiantes La Plata – Racing Club de Avellaneda 2:0 Francisco Arbios, Juan J. Negri mecz rozegrany został na stadionie klubu Independiente |
| 29 czerwca 1947 | Newell’s Old Boys – Rosario Central 4:2 Ramón Moyano, Norberto Toledo, Rafael López, Juan A. Benavídez - Juan E. Hohberg, Osvaldo Pérez     |
| 29 czerwca 1947 | River Plate – CA Huracán 3:2 Félix Loustau, Alfredo Di Stéfano, Francisco Rodríguez - Llamil Simes, Pedro Gallina                           |
| 29 czerwca 1947 | San Lorenzo de Almagro – Club Atlético Lanús 3:1 René Pontoni (2), Rinaldo Martino - Oscar Contreras                                        |
| 29 czerwca 1947 | CA Vélez Sarsfield – CA Tigre 3:0 Juan J. Ferraro, Ángel Allegri, Eduardo Heisecke                                                          |

### Kolejka 12
| Data         | Mecz |
| ------------ | --- |
| 6 lipca 1947 | Atlanta Buenos Aires – Newell’s Old Boys 0:5 Rafael López, Juan A. Benavídez, Ramón Moyano (2), Alejandro Verdejo                                                         |
| 6 lipca 1947 | Boca Juniors – Estudiantes La Plata 2:1 Eduardo Ricagni (2) - Juan J. Negri                                                                                               |
| 6 lipca 1947 | CA Huracán – Racing Club de Avellaneda 1:3 Julio C. Ramírez - Alberto Gallo, Miguel A. Di Pace, Ezra Sued mecz rozegrany został na stadionie klubu San Lorenzo de Almagro |
| 6 lipca 1947 | Independiente – River Plate 1:0 Mario Fernández |
| 6 lipca 1947 | Club Atlético Lanús – Chacarita Juniors 2:3 Héctor Barchielli, Alberto Lijé - Humberto De Luca, Marcos Busico, Héctor Barchielli s                                        |
| 6 lipca 1947 | CA Platense – San Lorenzo de Almagro 0:2 René Pontoni, Salvador Grecco |
| 6 lipca 1947 | Rosario Central – CA Vélez Sarsfield 1:3 Osvaldo Pérez - Alfredo Bermúdez, Juan J. Ferraro, Isaac Scliar                                                                  |
| 6 lipca 1947 | CA Tigre – CA Banfield 2:1 Humberto Fiore, Antonio Gómez - Gustavo Albella                                                                                                |

### Kolejka 13
| Data          | Mecz |
| ------------- | --- |
| 20 lipca 1947 | CA Banfield – Rosario Central 4:1 Roberto Sánchez (2), Juan J. Pizzuti, Adolfo Hernández - Juan E. Hohberg                                                               |
| 20 lipca 1947 | Chacarita Juniors – CA Platense 2:0 Francisco Campana (2) |
| 20 lipca 1947 | Estudiantes La Plata – CA Huracán 2:0 Manuel Pelegrina, Ricardo Infante mecz rozegrany został na stadionie klubu Gimnasia y Esgrima                                      |
| 20 lipca 1947 | Newell’s Old Boys – Club Atlético Lanús 1:0 Ramón Moyano |
| 20 lipca 1947 | Racing Club de Avellaneda – Independiente 3:2 Rubén Bravo (2), Miguel A. Di Pace - Juan A. Deleva, Mario Fernández mecz rozegrany został na stadionie klubu Boca Juniors |
| 20 lipca 1947 | River Plate – CA Tigre 5:1 Alfredo Di Stéfano (3), José M. Moreno, Félix Loustau - Pascual Giorgetti                                                                     |
| 20 lipca 1947 | San Lorenzo de Almagro – Boca Juniors 3:3 René Pontoni (2), Armando Farro - Juan C. Lorenzo, Pío Corcuera, Mario Boyé                                                    |
| 20 lipca 1947 | CA Vélez Sarsfield – Atlanta Buenos Aires 3:1 Juan J. Ferraro (3) - Julio Rosell                                                                                         |

### Kolejka 14
| Data          | Mecz |
| ------------- | --- |
| 27 lipca 1947 | Atlanta Buenos Aires – CA Banfield 3:0 José Bedia k, Bertini, Juan Burgueño                                                           |
| 27 lipca 1947 | Boca Juniors – Chacarita Juniors 4:3 Jaime Sarlanga, Mario Boyé, Gregorio Pin, Pío Corcuera - Francisco Campana, Humberto De Luca (2) |
| 27 lipca 1947 | Independiente – CA Huracán 3:0 Mario Fernández, Camilo Cervino (2)                                                                    |
| 27 lipca 1947 | Club Atlético Lanús – CA Vélez Sarsfield 1:2 Néstor Barrera - Isaac Scliar, Juan J. Ferraro                                           |
| 27 lipca 1947 | CA Platense – Newell’s Old Boys 2:2 Tomás Pedaci, Raimundo Sandoval - Rafael López, Juan A. Benavídez                                 |
| 27 lipca 1947 | Rosario Central – River Plate 3:3 Osvaldo Pérez (2), Juan H. Hohberg - Ángel Labruna, Alfredo Di Stéfano (2)                          |
| 27 lipca 1947 | San Lorenzo de Almagro – Estudiantes La Plata 1:0 Rinaldo Martino                                                                     |
| 27 lipca 1947 | CA Tigre – Racing Club de Avellaneda 1:3 Amable López - Rubén Bravo (2), Juan M. Filgueiras                                           |

### Kolejka 15
| Data            | Mecz |
| --------------- | --- |
| 3 sierpnia 1947 | CA Banfield – Club Atlético Lanús 1:3 Techera - Oscar Contreras, Juan M. Romay (2) |
| 3 sierpnia 1947 | Chacarita Juniors – San Lorenzo de Almagro 3:2 Humberto De Luca, Marcos Busico, Enrique Pessarini - Rinaldo Martino, Eduardo Crespi |
| 3 sierpnia 1947 | Estudiantes La Plata – Independiente 2:2 Ricardo Infante, Juan J. Negri - Mario Fernández, Camilo Cervino |
| 3 sierpnia 1947 | CA Huracán – CA Tigre 3:1 Llamil Simes, Pedro Gallina, Delfín Unzué - Antonio Gómez mecz rozegrany został na stadionie klubu San Lorenzo de Almagro |
| 3 sierpnia 1947 | Newell’s Old Boys – Boca Juniors 1:2 Juan A. Benavídez - Antonio Carlucci s, Eduardo Ricagni mecz przerwany w 89 minucie na skutek incydentów do jakich doszło po tym, gdy sędzia Humberto Dottori nie uznał gola zdobytego przez drużynę gospodarzy - wynik meczu zachowano |
| 3 sierpnia 1947 | Racing Club de Avellaneda – Rosario Central 2:1 Ezra Sued k, Alberto Gallo - Antonio Vilariño mecz rozegrany został na stadionie klubu Boca Juniors |
| 3 sierpnia 1947 | River Plate – Atlanta Buenos Aires 8:0 Néstor Rossi, Hugo Reyes (2), Félix Loustau, José M. Moreno, Ángel Labruna (2), Alfredo Di Stéfano |
| 3 sierpnia 1947 | CA Vélez Sarsfield – CA Platense 0:2 Tomás Pedaci, Raúl Frutos |

### Kolejka 16
| Data             | Mecz |
| ---------------- | --- |
| 10 sierpnia 1947 | CA Banfield – CA Platense 2:2 Enrique Silvera, Juan J. Pizzuti - Tomás Pedaci (2) |
| 10 sierpnia 1947 | Chacarita Juniors – Estudiantes La Plata 2:0 Francisco Campana (2) |
| 10 sierpnia 1947 | CA Huracán – Rosario Central 3:4 Juan C. Salvini, Jorge Alberti, Norberto Méndez - Antonio Funes (3), Antonio Vilariño mecz rozegrany został na stadionie klubu San Lorenzo de Almagro |
| 10 sierpnia 1947 | Independiente – CA Tigre 1:1 Reinaldo Mourín - Amable López |
| 10 sierpnia 1947 | Newell’s Old Boys – San Lorenzo de Almagro 0:4 René Pontoni, Rinaldo Martino, Héctor Tablada, Armando Farro                                                                            |
| 10 sierpnia 1947 | Racing Club de Avellaneda – Atlanta Buenos Aires 3:1 Roberto D’Alessandro, Miguel A. Di Pace, Alberto Gallo - Bernardo Gandulla mecz rozegrany został na stadionie klubu Boca Juniors  |
| 10 sierpnia 1947 | River Plate – Club Atlético Lanús 3:0 José Ramos, Alfredo Di Stéfano, Ángel Labruna |
| 10 sierpnia 1947 | CA Vélez Sarsfield – Boca Juniors 1:2 Juan J. Ferraro - Enrique Martegani, Pío Corcuera                                                                                                |

### Kolejka 17
| Data             | Mecz |
| ---------------- | --- |
| 17 sierpnia 1947 | Atlanta Buenos Aires – CA Huracán 1:2 Carmelo Yorlano - Julio Rosales, Eligio Corvalán s                                                  |
| 17 sierpnia 1947 | Boca Juniors – CA Banfield 4:1 Pío Corcuera, Mario Boyé (2), Gregorio Pin - Jorge Campos                                                  |
| 17 sierpnia 1947 | Chacarita Juniors – Newell’s Old Boys 4:1 Humberto De Luca (3), Francisco Campana - Alfredo Runzer                                        |
| 17 sierpnia 1947 | Estudiantes La Plata – CA Tigre 4:1 Julio Gagliardo, Juan J. Negri, Juan Oroz, Francisco Arbios - Amable López                            |
| 17 sierpnia 1947 | Club Atlético Lanús – Racing Club de Avellaneda 0:2 Roberto D’Alessandro, Alberto Gallo mecz rozegrany został na stadionie klubu Banfield |
| 17 sierpnia 1947 | CA Platense – River Plate 2:4 Oscar Cadaval, Santiago Vernazza - Reinaldo Quevedo s, Ángel Labruna (2), Alfredo Di Stéfano                |
| 17 sierpnia 1947 | Rosario Central – Independiente 3:2 Benjamín Santos, José Batagliero s, Antonio Funes - Vicente de la Mata, Mario Fernández               |
| 17 sierpnia 1947 | San Lorenzo de Almagro – CA Vélez Sarsfield 0:4 Eduardo Heisecke, Juan J. Ferraro, Eduardo Fernández (2)                                  |

### Kolejka 18
| Data             | Mecz |
| ---------------- | --- |
| 24 sierpnia 1947 | CA Banfield – San Lorenzo de Almagro 1:0 Eduardo Silvera                                                                                           |
| 24 sierpnia 1947 | CA Huracán – Club Atlético Lanús 1:0 Llamil Simes mecz rozegrany został na stadionie klubu San Lorenzo de Almagro                                  |
| 24 sierpnia 1947 | Independiente – Atlanta Buenos Aires 3:2 Camilo Cervino, Osvaldo Gil, Fernando Walter - Bernardo Gandulla, Adolfo Pedernera k                      |
| 24 sierpnia 1947 | Newell’s Old Boys – Estudiantes La Plata 1:0 José M. Medina                                                                                        |
| 24 sierpnia 1947 | Racing Club de Avellaneda – CA Platense 3:0 Roberto D’Alessandro, Alberto Gallo, Rubén Bravo mecz rozegrany został na stadionie klubu Boca Juniors |
| 24 sierpnia 1947 | River Plate – Boca Juniors 2:1 Ángel Labruna, Hugo Reyes - Eduardo Ricagni                                                                         |
| 24 sierpnia 1947 | CA Tigre – Rosario Central 4:0 Héctor Ingunza (3), Pascual Giorgetti                                                                               |
| 24 sierpnia 1947 | CA Vélez Sarsfield – Chacarita Juniors 3:1 Alfredo Bermúdez, Isaac Scliar, Juan J. Ferraro - Francisco Campana                                     |

### Kolejka 19
| Data             | Mecz |
| ---------------- | --- |
| 31 sierpnia 1947 | Atlanta Buenos Aires – CA Tigre 1:1 Bernardo Gandulla - Héctor Ingunza |
| 31 sierpnia 1947 | Boca Juniors – Racing Club de Avellaneda 1:1 Mario Boyé - Saúl Ongaro k |
| 31 sierpnia 1947 | Chacarita Juniors – CA Banfield 6:0 Francisco Campana (4), Enrique Pessarini, Humberto De Luca                                                                             |
| 31 sierpnia 1947 | Estudiantes La Plata – Rosario Central 1:1 Julio Gagliardo - Antonio Vilariño                                                                                              |
| 31 sierpnia 1947 | Club Atlético Lanús – Independiente 3:3 Alberto Lijé, Oscar Contreras y Juan M. Romay - Omar Crucci, Fernando Walter (2) mecz rozegrany został na stadionie klubu Banfield |
| 31 sierpnia 1947 | Newell’s Old Boys – CA Vélez Sarsfield 3:0 Arturo Buján (2), Juan Díaz |
| 31 sierpnia 1947 | CA Platense – CA Huracán 1:0 Tomás Pedaci |
| 31 sierpnia 1947 | San Lorenzo de Almagro – River Plate 1:3 René Pontoni - Ángel Labruna, Alfredo Di Stéfano (2)                                                                              |

### Kolejka 20
| Data            | Mecz |
| --------------- | --- |
| 7 września 1947 | CA Banfield – Newell’s Old Boys 1:1 Jorge Campos - Juan A. Benavídez |
| 7 września 1947 | CA Huracán – Boca Juniors 4:3 Heraldo Ferreyro, Juan C. Salvini (3) - Pío Corcuera, Mario Boyé (2)                                                                                                |
| 7 września 1947 | Independiente – CA Platense 2:3 Mario Fernández, Camilo Cervino - Santiago Vernazza k, Tomás Pedaci (2) mecz przerwany w 85 minucie z powodu wtargnięcia publiczności na boisko - wynik zachowano |
| 7 września 1947 | Racing Club de Avellaneda – San Lorenzo de Almagro 3:3 Alberto Gallo (3) - Roberto Aballay, Oscar Silva, Rinaldo Martino mecz rozegrany został na stadionie klubu Boca Juniors                    |
| 7 września 1947 | River Plate – Chacarita Juniors 4:2 Ángel Labruna, Alfredo Di Stéfano (2), Félix Loustau k - Enrique Pessarini, Francisco Campana                                                                 |
| 7 września 1947 | Rosario Central – Atlanta Buenos Aires 1:1 Juan E. Hohberg - Eugenio Bassino |
| 7 września 1947 | CA Tigre – Club Atlético Lanús 2:2 Humberto Fiore k, Antonio Gómez - Julio Marángelo, Ezequiel Reynoso                                                                                            |
| 7 września 1947 | CA Vélez Sarsfield – Estudiantes La Plata 0:0 |

### Kolejka 21
| Data             | Mecz |
| ---------------- | --- |
| 14 września 1947 | Boca Juniors – Independiente 1:1 Pío Corcuera - Mario Fernández                                                                             |
| 14 września 1947 | Chacarita Juniors – Racing Club de Avellaneda 1:1 Enrique Pessarini - Miguel A. Di Pace                                                     |
| 14 września 1947 | Estudiantes La Plata – Atlanta Buenos Aires 5:2 Ricardo Infante (2), Julio Gagliardo (2), Luis Villa - Héctor Morandini, Adolfo Pedernera k |
| 14 września 1947 | Club Atlético Lanús – Rosario Central 1:2 Alberto Lijé - Juan E. Hohberg, Benjamín Santos mecz rozegrany został na stadionie klubu Banfield |
| 14 września 1947 | Newell’s Old Boys – River Plate 1:2 Alejandro Verdejo - Ángel Labruna, Alfredo Di Stéfano                                                   |
| 14 września 1947 | CA Platense – CA Tigre 4:1 Raúl Frutos (2), Santiago Vernazza, Tomás Pedaci - Héctor Ingunza                                                |
| 14 września 1947 | San Lorenzo de Almagro – CA Huracán 3:3 Oscar Silva, René Pontoni, Rinaldo Martino - Llamil Simes (2), Norberto Méndez                      |
| 14 września 1947 | CA Vélez Sarsfield – CA Banfield 2:0 Isaac Scliar, Emilio Espinoza                                                                          |

### Kolejka 22
| Data             | Mecz |
| ---------------- | --- |
| 21 września 1947 | Atlanta Buenos Aires – Club Atlético Lanús 2:1 Bernardo Gandulla, Héctor Morandini - Juan M. Romay                                                                                           |
| 21 września 1947 | CA Banfield – Estudiantes La Plata 1:3 Gustavo Albella - Juan J. Negri (2), Ricardo Infante                                                                                                  |
| 21 września 1947 | CA Huracán – Chacarita Juniors 1:3 Llamil Simes - Francisco Campana (2), Humberto De Luca |
| 21 września 1947 | Independiente – San Lorenzo de Almagro 0:4 René Pontoni (2), Héctor Rial, Oscar Silva mecz rozegrany został na stadionie klubu Ferro Carril Oeste                                            |
| 21 września 1947 | Racing Club de Avellaneda – Newell’s Old Boys 4:1 Juan C. Fonda, Juan C. Sobrero s, Roberto D’Alessandro, Rubén Bravo - José M. Medina mecz rozegrany został na stadionie klubu Boca Juniors |
| 21 września 1947 | River Plate – CA Vélez Sarsfield 1:1 Félix Loustau k - Osvaldo Bottini |
| 21 września 1947 | Rosario Central – CA Platense 3:0 Antonio Funes, Benjamín Santos, Osvaldo Pérez |
| 21 września 1947 | CA Tigre – Boca Juniors 2:2 Antonio Gómez, Humberto Fiore k - Alberto De Zorzi, Enrique Martegani                                                                                            |

### Kolejka 23
| Data             | Mecz |
| ---------------- | --- |
| 28 września 1947 | CA Banfield – River Plate 2:6 Enrique Silvera, Gustavo Albella - Ángel Labruna (3), Hugo Reyes, Néstor Rossi, Alfredo Di Stéfano |
| 28 września 1947 | Boca Juniors – Rosario Central 2:0 Eduardo Ricagni, Jaime Sarlanga                                                               |
| 28 września 1947 | Chacarita Juniors – Independiente 1:2 Humberto De Luca - Camilo Cervino, Mario Fernández                                         |
| 28 września 1947 | Estudiantes La Plata – Club Atlético Lanús 4:1 Ricardo Infante, Juan Oroz (2), Julio Gagliardo - Juan M. Romay                   |
| 28 września 1947 | Newell’s Old Boys – CA Huracán 5:1 Rafael López (2), Ramón Moyano k, Antonio Giosa, Arturo Buján - Norberto Méndez k             |
| 28 września 1947 | CA Platense – Atlanta Buenos Aires 0:0                                                                                           |
| 28 września 1947 | San Lorenzo de Almagro – CA Tigre 8:2 Héctor Rial (3), Rinaldo Martino (4), René Pontoni - Héctor Ingunza, Amable López          |
| 28 września 1947 | CA Vélez Sarsfield – Racing Club de Avellaneda 1:1 Osvaldo Bottini - Saúl Ongaro                                                 |

### Kolejka 24
| Data                | Mecz |
| ------------------- | --- |
| 5 października 1947 | Atlanta Buenos Aires – Boca Juniors 3:3 Bernardo Gandulla, Pascual Bertarelli (2) - Mario Boyé (2), Jaime Sarlanga                                                                                                |
| 5 października 1947 | CA Huracán – CA Vélez Sarsfield 4:2 Pedro Gallina (2), Norberto Méndez, Llamil Simes - Isaac Scliar (2) |
| 5 października 1947 | Independiente – Newell’s Old Boys 6:1 Ángel Perucca s, Juan C. Sobrero s, Fernando Walter, Camilo Cervino (2), Mario Fernández - Alberto Pogliani mecz rozegrany został na stadionie klubu San Lorenzo de Almagro |
| 5 października 1947 | Club Atlético Lanús – CA Platense 2:0 Juan M. Romay, Oscar Contreras mecz rozegrany został na stadionie klubu Banfield                                                                                            |
| 5 października 1947 | Racing Club de Avellaneda – CA Banfield 5:2 Rubén Bravo (2), Waldino Aguirre, Alberto Gallo, Roberto D’Alessandro - Manuel Ameal (2) mecz rozegrany został na stadionie klubu Boca Juniors                        |
| 5 października 1947 | River Plate – Estudiantes La Plata 3:1 José Ramos (2), Alfredo Di Stéfano - Francisco Arbios |
| 5 października 1947 | Rosario Central – San Lorenzo de Almagro 2:2 Antonio Funes, Benjamín Santos - Héctor Tablada, René Pontoni |
| 5 października 1947 | CA Tigre – Chacarita Juniors 3:1 Antonio Gómez (2), Humberto Fiore - Marcos Busico |

### Kolejka 25
| Data                 | Mecz |
| -------------------- | --- |
| 12 października 1947 | CA Banfield – CA Huracán 4:2 Manuel Ameal (2), Roberto Sánchez (2, 2k) - Pedro Gallina, Llamil Simes                                 |
| 12 października 1947 | Boca Juniors – Club Atlético Lanús 7:1 Gregorio Pin (2), Eduardo Ricagni, Pío Corcuera, Mario Boyé (2), Carlos Sosa - Néstor Barrera |
| 12 października 1947 | Chacarita Juniors – Rosario Central 3:1 Enrique Pessarino (2), Roberto Marino - Juan E. Hohberg                                      |
| 12 października 1947 | Estudiantes La Plata – CA Platense 2:1 Julio Gagliardo, Juan J. Negri - Jorge Francini                                               |
| 12 października 1947 | Newell’s Old Boys – CA Tigre 2:1 Juan A. Benavídez, Juan C. Sobrero - Amable López                                                   |
| 12 października 1947 | River Plate – Racing Club de Avellaneda 4:2 Alfredo Di Stéfano (2), Ángel Labruna, Félix Loustau k - Rubén Bravo (2)                 |
| 12 października 1947 | San Lorenzo de Almagro – Atlanta Buenos Aires 7:0 Héctor Rial, René Pontoni (3), Rinaldo Martino (3)                                 |
| 12 października 1947 | CA Vélez Sarsfield – Independiente 1:3 Juan J. Ferraro - Fernnado Walter, Camilo Cervino, Mario Fernández                            |

### Kolejka 26
| Data                 | Mecz |
| -------------------- | --- |
| 19 października 1947 | Atlanta Buenos Aires – Chacarita Juniors 0:4 Enrique Pessarini (2), Roberto Marino, Humberto De Luca                                                      |
| 19 października 1947 | CA Huracán – River Plate 3:2 Juan C. Salvini, Julio C. Ramírez, Norberto Yácono s - Alfredo Di Stéfano, José M. Moreno                                    |
| 19 października 1947 | Independiente – CA Banfield 3:1 Mario Fernández (2), Camilo Cervino - Gustavo Albella mecz rozegrany został na stadionie klubu San Lorenzo de Almagro     |
| 19 października 1947 | Club Atlético Lanús – San Lorenzo de Almagro 3:0 Juan M. Romay (2), Alberto Lijé                                                                          |
| 19 października 1947 | CA Platense – Boca Juniors 1:3 Raúl Frutos - Pío Corcuera (3)                                                                                             |
| 19 października 1947 | Racing Club de Avellaneda – Estudiantes La Plata 1:2 Alberto Gallo - Juan J. Negri, Julio Gagliardo mecz rozegrany został na stadionie klubu Boca Juniors |
| 19 października 1947 | Rosario Central – Newell’s Old Boys 1:1 Benjamín Santos - José M. Medina                                                                                  |
| 19 października 1947 | CA Tigre – CA Vélez Sarsfield 3:1 Antonio Gómez (2), Héctor Ingunza - Isaac Scliar                                                                        |

### Kolejka 27
| Data                 | Mecz |
| -------------------- | --- |
| 26 października 1947 | CA Banfield – CA Tigre 2:2 Gustavo Albella (2) - Alberto Cardona, Héctor Ingunza                                                                                 |
| 26 października 1947 | Chacarita Juniors – Club Atlético Lanús 3:4 Humberto De Luca, Roberto Marino, Marcos Busico k - Alberto Lijé, Juan M. Romay, Julio Marángelo, Federico Pizarro s |
| 26 października 1947 | Estudiantes La Plata – Boca Juniors 0:3 Mario Boyé (3) |
| 26 października 1947 | Newell’s Old Boys – Atlanta Buenos Aires 1:1 Juan A. Benavídez - Adolfo Pedernera                                                                                |
| 26 października 1947 | Racing Club de Avellaneda – CA Huracán 3:1 Saúl Ongaro, Ezra Sued, Waldino Aguirre - Llamil Simes mecz rozegrany został na stadionie klubu Boca Juniors          |
| 26 października 1947 | River Plate – Independiente 3:2 Alfredo Di Stéfano, José M. Moreno, Hugo Reyes - Mario Fernández (2, 1k)                                                         |
| 26 października 1947 | San Lorenzo de Almagro – CA Platense 2:2 Héctor Tablada, Oscar Silva - Roberto Torielli (2)                                                                      |
| 26 października 1947 | CA Vélez Sarsfield – Rosario Central 4:2 Juan J. Ferraro (3), Isaac Scliar - Antonio Vilariño, Benjamín Santos                                                   |

### Kolejka 28
| Data             | Mecz |
| ---------------- | --- |
| 2 listopada 1947 | Atlanta Buenos Aires – CA Vélez Sarsfield 1:0 José Bedia k                                              |
| 2 listopada 1947 | Boca Juniors – San Lorenzo de Almagro 1:0 Mario Boyé                                                    |
| 2 listopada 1947 | CA Huracán – Estudiantes La Plata 0:5 Ricardo Infante (3), Ernesto Ferreyra, Enrique Cerioni s          |
| 2 listopada 1947 | Independiente – Racing Club de Avellaneda 1:2 Osvaldo Gil - Alberto Gallo, Rubén Bravo                  |
| 2 listopada 1947 | Club Atlético Lanús – Newell’s Old Boys 3:0 Néstor Barrera, Juan M. Romay, Julio Marángelo              |
| 2 listopada 1947 | CA Platense – Chacarita Juniors 0:1 José J. Coll                                                        |
| 2 listopada 1947 | Rosario Central – CA Banfield 4:2 Antonio Zamaro (3), Osvaldo Pérez - Roberto Sánchez, Gustavo Albella  |
| 2 listopada 1947 | CA Tigre – River Plate 3:2 Pascual Giorgetti, Rafael Arcos, Amable López - Félix Loustau, Ángel Labruna |

### Kolejka 29
| Data             | Mecz |
| ---------------- | --- |
| 9 listopada 1947 | CA Banfield – Atlanta Buenos Aires 1:1 Roberto Sánchez - Adolfo Pedernera |
| 9 listopada 1947 | Chacarita Juniors – Boca Juniors 2:1 Enrique Pessarini, Francisco Campana - Norberto Ferrari |
| 9 listopada 1947 | Estudiantes La Plata – San Lorenzo de Almagro 0:2 Héctor Rial (2) |
| 9 listopada 1947 | CA Huracán – Independiente 4:5 Enrique Cerioni (2), Pedro Gallina, Juan C. Salvini - Fernando Walter (2), Camilo Cervino, Enrique Cerioni s, Ramón Reula |
| 9 listopada 1947 | Newell’s Old Boys – CA Platense 3:3 José M. Medina (2), Ramón Moyano - Roberto Torielli (2), Raúl Frutos |
| 9 listopada 1947 | Racing Club de Avellaneda – CA Tigre 5:1 Alberto Gallo, Octavio Caserio (2), Rubén Bravo, Ernesto Gutiérrez - Rafael Arcos mecz rozegrany został na stadionie klubu Boca Juniors |
| 9 listopada 1947 | River Plate – Rosario Central 4:0(0:0) Widzowie: 18 000 Sędzia: Forte. Bramki: 1:0 Alfredo Di Stéfano 48, 2:0 Ángel Labruna 50, 3:0 Félix Loustau 62, 4:0 Joaquín Martínez 89 Club Atlético River Plate: Grisetti – Vaghi, Ferreyra, Yácono, Rossi, Ramos, Reyes, Joaquín Martínez, Alfredo Di Stéfano, Ángel Labruna, Félix Loustau. Club Atlético Rosario Central: Quatrocchi – Armándola, Soria, Sosa, Castagno, Fogel, Pérez, Santos, Zamaro, Vilarińo, Valentini. |
| 9 listopada 1947 | CA Vélez Sarsfield – Club Atlético Lanús 6:0 Emilio Espinoza (4), Osvaldo Bottini (2) |

### Kolejka 30
| Data              | Mecz |
| ----------------- | --- |
| 15 listopada 1947 | San Lorenzo de Almagro – Chacarita Juniors 2:2 Héctor Rial (2) - José J. Coll (2)                                                                           |
| 16 listopada 1947 | Atlanta Buenos Aires – River Plate 0:1 Alfredo Di Stéfano mecz przerwany został w 76 minucie z powodu ataku na piłkarza Alfredo Di Stéfano; wynik zachowano |
| 16 listopada 1947 | Boca Juniors – Newell’s Old Boys 1:1 Eduardo Ricagni - Juan A. Benavídez                                                                                    |
| 16 listopada 1947 | Independiente – Estudiantes La Plata 0:0 |
| 16 listopada 1947 | Club Atlético Lanús – CA Banfield 1:1 Juan M. Romay - Gustavo Albella                                                                                       |
| 16 listopada 1947 | CA Platense – CA Vélez Sarsfield 1:0 Tomás Pedaci |
| 16 listopada 1947 | Rosario Central – Racing Club de Avellaneda 2:0 Antonio Zamaro, Benjamín Santos                                                                             |
| 16 listopada 1947 | CA Tigre – CA Huracán 3:1 Héctor Ingunza (2), Antonio Gómez - Bernardo Parachú                                                                              |

### Końcowa tabela sezonu 1947
| Poz | Klub                      | Mecze | Zw | Rem | Por | Pkt | BrZd | BrStr |
| --- | ------------------------- | ----- | -- | --- | --- | --- | ---- | ----- |
| 1   | River Plate               | 30    | 22 | 4   | 4   | 48  | 90   | 37    |
| 2   | Boca Juniors              | 30    | 17 | 8   | 5   | 42  | 70   | 43    |
| 3   | Independiente             | 30    | 17 | 7   | 6   | 41  | 66   | 42    |
| 4   | Estudiantes La Plata      | 30    | 15 | 7   | 8   | 37  | 64   | 35    |
| 5   | San Lorenzo de Almagro    | 30    | 13 | 11  | 6   | 37  | 71   | 43    |
| 6   | Racing Club de Avellaneda | 30    | 15 | 6   | 9   | 36  | 63   | 45    |
| 7   | Chacarita Juniors         | 30    | 14 | 4   | 12  | 32  | 66   | 52    |
| 8   | CA Vélez Sarsfield        | 30    | 11 | 7   | 12  | 29  | 51   | 44    |
| 9   | CA Platense               | 30    | 9  | 8   | 13  | 26  | 38   | 54    |
| 10  | Rosario Central           | 30    | 9  | 7   | 14  | 25  | 55   | 68    |
| 11  | CA Huracán                | 30    | 10 | 4   | 16  | 24  | 59   | 73    |
| 12  | Newell’s Old Boys         | 30    | 7  | 10  | 13  | 24  | 45   | 63    |
| 13  | Club Atlético Lanús       | 30    | 7  | 7   | 16  | 21  | 46   | 70    |
| 14  | CA Tigre                  | 30    | 6  | 8   | 16  | 20  | 48   | 80    |
| 15  | CA Banfield               | 30    | 7  | 6   | 17  | 20  | 40   | 80    |
| 16  | Atlanta Buenos Aires      | 30    | 4  | 10  | 16  | 18  | 31   | 74    |

### Klasyfikacja strzelców bramek 1947
| Gole | Piłkarz            | Klub                   |
| ---- | ------------------ | ---------------------- |
| 27   | Alfredo Di Stéfano | River Plate            |
| 23   | René Pontoni       | San Lorenzo de Almagro |
| 22   | Mario Fernández    | Independiente          |
| 18   | Mario Boyé         | Boca Juniors           |
| 18   | Rinaldo Martino    | San Lorenzo de Almagro |